# Zawójkowate
Zawójkowate (Valvatidae) – szeroko rozprzestrzeniona rodzina obejmująca drobne, słodkowodne ślimaki skrzelodyszne. Liczy około 70 gatunków. W Polsce w różnych typach wód śródlądowych występują przedstawiciele czterech gatunków należących do tej rodziny.

## Etymologia nazwy
Nazwa pochodzi od rodzaju typowego, Valvata  (zawójka) (valva, ae łac. – skorupka ).

## Cechy morfologiczne
Muszle o zróżnicowanym kształcie, od płasko zwiniętych do szerokostożkowatych, kulisto-stożkowatych, stożkowato-wieżyczkowatych, niewielkie. 
Wyciągnięta w ryjek głowa zaopatrzona w dwa długie, cienkie, blisko osadzone czułki. Oczy położone u podstawy czułków, tuż za nimi. Noga w części przedniej podzielona na dwa płaty, które w trakcie poruszania odchylają się na boki i ku tyłowi . Skrzele podwójnie pierzaste, leży w pobliżu krawędzi płaszcza, towarzyszy mu leżący z lewej strony czułek płaszczowy, który jest pokryty nabłonkiem rzęskowym. Obydwa te narządy mogą wystawać na zewnątrz jamy płaszcza .

## Występowanie
Szeroko rozprzestrzenione na półkuli północnej . W Polsce występują trzy gatunki: zawójka pospolita (Valvata piscinalis) i zawójka płaska (Valvata cristata), rozpowszechnione w całym kraju z wyjątkiem obszarów górskich, oraz zawójka rzeczna (Borysthenia naticina) . Wykazywana z Polski zawójka przypłaszczona (Valvata pulchella)  jest obecnie synonimizowana z Valvata piscinalis.

## Biologia i ekologia

### Zajmowane siedliska
Poszczególne gatunki występują w różnych typach zbiorników wodnych i cieków, na dnie piaszczystym, piaszczysto-mulistym, mulistym, głównie w płytkim litoralu. Niektóre gatunki (V. piscinalis f. antiqua) występują także w głębszych partiach wód, w sublitoralu i profundalu  .

### Odżywianie
Filtratory i zdrapywacze. Odżywiają się detrytusem, peryfitonem, zeskrobywanymi radulą fragmentami tkanek roślin wodnych .

### Rozmnażanie
Obojnaki, silnie rozwinięte prącie znajduje się poniżej prawego czułka .

## Podział systematyczny
Rodzina liczy około 70 współczesnych gatunków, opisano także ponad 200 gatunków kopalnych. W rodzinie zawójkowatych nie wyodrębniono podrodzin, wyróżnia się natomiast następujące rodzaje:
- Amplovalvata Yen, 1952 †
- Ariomphalus Bandel & F. Riedel, 1994 †
- Borysthenia Lindholm, 1914
- Megalovalvata Lindholm, 1906
- Microcyclas Raspail, 1909 †
- Pseudomegalovalvata Kozhov, 1936
- Sinorificium F. Guo, 1982 †
- Valvata O.F. Müller, 1773 – rodzaj typowy